# Нильсен, Элин
Элин Нильсен (норв. Elin Nilsen; род. 12 августа 1968 года, Му-и-Рана) — норвежская лыжница, многократный призёр Олимпийских игр и чемпионатов мира в эстафете.
В Кубке мира Нильсен дебютировала в 1990 году, в декабре 1991 года впервые попала в тройку лучших на этапе Кубка мира. Всего на сегодняшний день имеет на своём счету 3 попадания в тройку лучших на этапах Кубка мира. Лучшим достижением Нильсен в общем итоговом зачёте Кубка мира является 5-е место в сезоне 1991/92.  
На Олимпиаде-1992 в Альбервиле завоевала серебро в эстафетной гонке, кроме того принимала участие ещё в трёх гонках: 5 км классикой - 10-е место, 30 км коньком - 4-е место, гонка преследования - 5-е место.
На Олимпиаде-1994 в Лиллехаммере вновь завоевала серебряную медаль в эстафете, так же стала 13-й в гонке на 15 км коньком, 12-й в гонке на 5 км классикой и 12-й в гонке преследования.
На Олимпиаде-1998 в Нагано завоевала свою третью серебряную олимпийскую медаль, и вновь в составе эстафеты, кроме того стала 4-й в гонке на 30 км коньком.
За свою карьеру принимала участие в пяти чемпионатах мира, на которых завоевала три серебряные и две бронзовые медали, все в эстафетных гонках, в личных гонках не поднималась выше 4-го места. 
Использует лыжи производства фирмы Rossignol